# پرهیز از خشونت

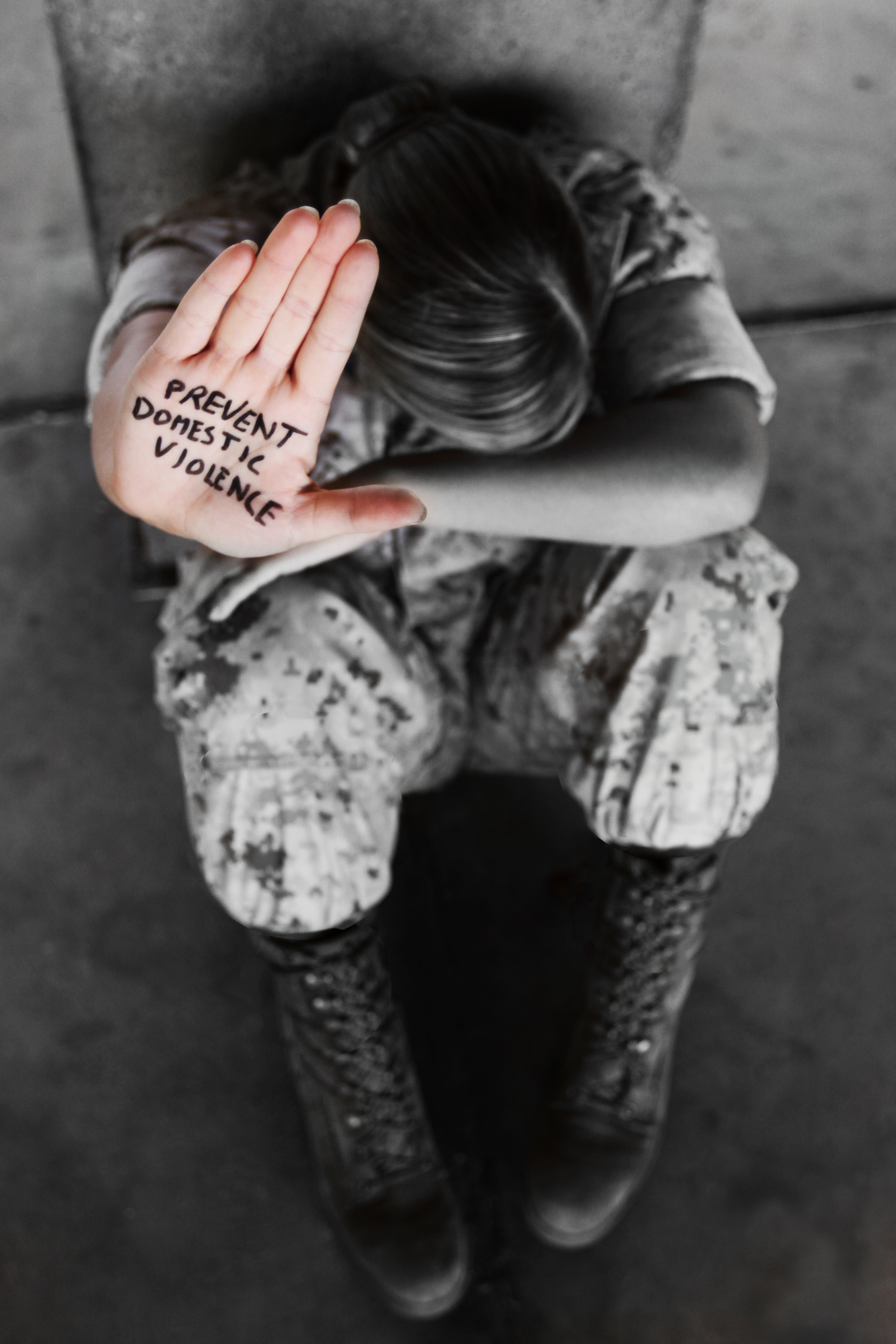
سربازی در دست خود عبارت «prevent domestic violence» را نوشت است که به معنای «پیشگیری از خشونت خانگی» است.

پرهیز از خشونت، عدم خشونت، مبارزه بی‌خشونت یا مبارزه خشونت‌پرهیز (به انگلیسی: Nonviolence) عمل بی‌ضرر بودن برای خود و دیگر افراد تحت هر شرایطی است؛ همچنین فلسفه و استراتژی‌ای برای ایجاد تغییرات اجتماعی است که استفاده از خشونت را رد می‌کند؛ بنابراین عدم خشونت گزینه‌ای متفاوت از تسلیم شدن در مقابل ظلم یا مقابله مسلحانه با ظلم است. فعالان عدم خشونت از روش‌های مختلفی برای ایجاد تغییرات اجتماعی استفاده می‌کنند که شامل آموزش و ترغیب کردن، نافرمانی مدنی (انجام ندادن قوانین خاصی که توسط حکومت وضع شده‌اند)، مبارزه منفی، فعالیت سیاسی غیرخشن، و ارتباط با عموم مردم از طریق رسانه‌ها می‌باشد.
در دوران مدرن، ضدخشونت ابزاری برای اعتراضات اجتماعی بوده‌است. این روش در جنبشی که در طول چند دهه به رهبری ماهاتما گاندی برای استقلال هند از امپراتوری بریتانیا انجامید، استفاده شد.
«ماهاواریا» بیست و چهارمین ترهانکارای مذهب جین؛ مشعلدار آهیمسا (اندیشهٔ بی‌ضرر بودن) (Ahimsa) بود که این مفهوم را در ابعادی وسیع و کاربردی در زندگیش به جهان معرفی کرد.
خشونت‌پرهیزی عنصر فعالی در آن دسته از معتقدانی بود که آن را به عنوان یک وسیله در دستیابی به دست آوردهای سیاسی و تغییرات اجتماعی پذیرفته بودند.

## ریشه
برخی ریشه خشونت‌پرهیزی را این عقیده می‌دانند که آسیب رساندن به مردم، حیوانات و محیط زیست برای رسیدن به نتیجه، ضروری نیست؛ و اشاره می‌کنند به یک فلسفهٔ کلی برای خود داری از خشونت بر اساس اصول اخلاقی، مذهبی و معنوی.
برخی نیز ریشه خشونت‌پرهیزی در این عقیدهٔ ساده می‌دانند که خداوند خود بی‌ضرر است. در نتیجه، برای ارتباط قوی‌تر با خدا شخص باید همچنان بی‌ضرر نیز باشد.

## روش‌ها
به‌طور کلی مدافعان یک فلسفهٔ فعال بدون خشونت از چندین روش در مبارزاتشان برای تغییر اجتماعی استفاده می‌کنند شامل:
- شکل‌های اعتراضی و اقناعی
- تمرد جمعی
- نافرمانی مدنی
- مداخله یا مبارزه مسالمت آمیز (بدون خشونت)
- شکل‌های مختلف مداخلهٔ اجتماعی، سیاسی، فرهنگی و اقتصادی

در دوران مدرن روش‌های کنش بدون خشونت ابزارهای قدرتمندی برای اعتراض اجتماعی و تغییرات سیاسی-اجتماعی انقلابی بوده‌اند.

### اعمال اعتراضی و اقناعی
اعمال اعتراضی و اقناعی بدون خشونت اعمالی هستند که به وسیلهٔ گروهی از مردم برای نشان دادن حمایتشان یا عدم موافقتشان با برخی از چیزها به شکل سمبلیک اجرا می‌شوند. هدف از این اعمال جلب کردن توجه عمومی به یک موضوع، قانع کردن یا تحت تأثیر قرار دادن گروه خاصی از مردم، یا تسهیل کردن عمل بدون خشونت برای آینده است. پیام این اعتراض‌ها ممکن است مستقیماً رو به جامعه باشد، یا رقبا یا مردمی که تحت تأثیر موضوع قرار دارند. روش‌های اعتراضی و اقناعی شامل: سخنرانی‌ها، گفتگوهای عمومی، دادخواهی‌ها، اعمال سمبولیک، هنر، راهپیمایی‌های منظم و دیگر گردهمایی‌های عمومی هستند.

### تمرد جمعی
عدم همکاری یا تمرد دربردارندهٔ خودداری عمدی از همکاری یا بی‌میلی نشان دان برای آغاز همکاری با طرف متخاصم است. هدف از عدم همکاری متوقف کردن یا به تأخیر انداختن یک صنعت، سیستم سیاسی یا روند اقتصادی است. روش‌های عدم همکاری شامل: اعتصاب‌های کارگری، بایکوت‌های اقتصادی، نافرمانی مدنی، اعتصاب جنسی، امتناع از پرداخت مالیات، و نافرمانی‌های عمومی هستند

### مداخلهٔ بدون خشونت
در مقایسه با اعتراض و عدم همکاری، مداخلهٔ بدون خشونت یک روش وابسته‌تر و مربوط‌تر به روش‌های مبارزهٔ بدون خشونت است. مداخلهٔ بدون خشونت می‌تواند به شکل تدافعی مورد استفاده قرار گیرد؛ به عنوان مثال برای حفظ یک نهاد یا حفظ استقلال در ابتکار عمل یا به شکل تهاجمی؛ به عنوان مثال برای اینکه یک مبارزهٔ بدون خشونت را به طرز مؤثری به داخل سرزمین رقیب ببریم. مداخله غالباً فوری‌تر و مؤثرتر از دو روش دیگر است؛ اما همچنان ادامه دادن به آن برای کسانی که در آن مشارکت می‌کنند، سخت‌تر و پرهزینه‌تر است.

#### بررسی بیشتر مداخلهٔ مسالمت آمیز
دانشمند سیاسی و مبارز بدون خشونت جین شارپ، به‌طور وسیعی دربارهٔ روش‌های مبارزهٔ بدون خشونت نوشته‌است. در کتاب «راه اندازی مبارزهٔ بدون خشونت» او؛ ۱۹۳ روش مبارزهٔ بدون خشونت را توضیح می‌دهد.
در یونان باستان آریستوفان داستانی خیالی از زنانی ارائه می‌دهد که از ابراز تمایل جنسی به همسران خود، مادامی که جنگ را ممنوع نکرده‌اند، خودداری می‌کردند. نمونهٔ مدرن این داستان که از جین شارپ و اریستوفان الهام گرفته کتاب دری به اقیانوس نوشتهٔ یوهان اسلونسیفسکی است که یک دنیای اقیانوسی را به تصویر می‌کشد که سکونت گاه زنانی است که از روش‌های غیر خشونت‌آمیز برای دفع کردن حملهٔ مهاجمان فضایی استفاده می‌کنند.
شکل‌های دیگر مداخله شامل: انواع اشغال کردن محیط‌های منازعه (بست نشینی)، (ایجاد راهبندان)، اعتصاب غذا، رژهٔ کامیون‌ها، و ایجاد حاکمیت دوگانه یا دولت موازی است.
تاکتیک‌ها باید به دقت و با درنظرگرفتن شرایط سیاسی و فرهنگی انتخاب شوند؛ و بخشی از یک طرح یا استراتژی بزرگتر باشند.
موفق‌ترین پروژه‌های فرامرزی مداخله شامل پروژهٔ همراهی با گواتمالا، تشکیلات بین‌المللی بدون خشونت و گروه صلح سازان مسیحی هستند. آنگونه که در اوایل دههٔ ۱۹۸۰ میلادی اتفاق افتاد و اصالتاً بر پایهٔ الهامی که از شانتی سنای گاندی گرفته می‌شد، ابزارهای اصلی این سازمان‌ها همراهی حفاظتی بدون خشونت بود که به وسیلهٔ شبکه‌ای جهانی که می‌توانست به تهدیدها پاسخ دهد، و تلاش‌های دیپلماتیک و صلح سازانهٔ مردم محلی، و ناظران و گزارشگران حقوق بشر حمایت می‌شد.
یکی دیگر از تاکتیک قدرتمند مداخلهٔ مسالمت‌آمیز، فراخوانی نظارت عمومی بر ستمگران، به عنوان نتیجهٔ بی خشونت ماندن مقاومت کنندگان در مواجه با سرکوب خشن است. اگر تلاش‌های ارتش و پلیس برای سرکوب کسانی که بدون خشونت مقاومت می‌کنند خشونت‌آمیز باشد، آنگاه قدرت ابتکار عمل از دست‌های سرکوبگران خارج شده و به دست آنهایی می‌افتد که مقاومت می‌کنند. اگر مقاومت کنندگان ایستادگی کنند، سرکوبگران مجبور به قبول کردن این واقعیت خواهند شد که دیگر سلطه‌ای بر روی آن‌ها ندارند. غالباً تمایل و آمادگی مقاومت کنندگان برای تحمل رنج و سختی اثر عمیقی بر روی ذهن و احساس سرکوبگر دارد و آن‌ها را در ارتکاب مجدد به عمل خشونت‌آمیز ناتوان می‌سازد.

### مثال‌ها
مثال‌های زیادی برای موارد استفادهٔ این روش‌ها وجود دارد؛ تحقیقات کامل‌تر در این زمینه ممکن است در مدخل‌های مقاومت مدنی، مقاومت بدون خشونت و انقلاب بدون خشونت یافت شوند. در این‌جا جنبش‌های خاصی که به‌طور ویژه تحت نفوذ فلسفهٔ عدم خشونت بوده‌اند مورد اشاره قرار می‌گیرند؛ به عنوان مثال:
- رهبری ماهاتما گاندی در بیش از چند دهه مبارزهٔ بدون خشونت علیه حاکمیت بریتانیا در هند که در نهایت به هند کمک کرد که استقلالش را در سال ۱۹۴۷ به دست آورد. بی‌ضرری گاندی یک فلسفه و نیز یک استراتژی برای تغییرات اجتماعی است که استفاده از خشونت را رد می‌کند، اما در عین حال عمل بدون خشونت (که همچنین مقاومت مدنی نامیده می‌شد) را به عنوان یک آلترناتیو هم برای پذیرش منفعلانهٔ سرکوب و هم نبرد مسلحانه علیه آن در نظر می‌گیرد.
- اتخاذ روش بدون خشونت گاندی به وسیلهٔ مارتین لوتر کینگ در مبارزه برای به دست آوردن حقوق مدنی برای آفریقایی-آمریکایی‌ها
- مبارزات بدون خشونت کاسیر چاوز در دههٔ ۱۹۶۰ در اعتراض به شیوهٔ رفتار با کارگران کشاورزی کالیفرنیا.
- انقلاب مخملی سال ۱۹۸۹ در چکسلواکی که شاهد سرنگونی حکومت کمونیستی بود انقلابی که به عنوان یکی از مهم‌ترین انقلابات بدون خشونت در سال ۱۹۸۹ در نظر گرفته شد.
- مبارزات لیما بویی و زنان لیبریا است که توانستند بعد از چهارده سال جنگ داخلی به صلح دست یابند؛ لازم به‌ذکر است که این داستان در فیلم مستندی در سال ۲۰۰۸ با عنوان درخواست از شیطان برای بازگشت به جهنم ثبت شد.

## ارتباط آن
اصطلاح خشونت‌پرهیزی که غالباً با صلح، صلح‌طلبی و صلح‌خواهی و عدم خشونت (به همراه خط تیره) ارتباط دارد و حتی مترادف به کار برده می‌شود؛ به‌طور خاص‌تر اشاره دارد به غیاب خشونت و همیشه انتخابی است برای بیان آسیب نرساندن یا کمتر آسیب رساندن؛ و واژهٔ صلح خواهی گزینه‌ای است برای بیان انفعال یا بی عملی. بعضی وقت‌ها خشونت‌پرهیزی شبیه منفعل بودن است؛ و بعضی وقت‌ها نیست.
به عنوان مثال اگر یک خانه آتش بگیرد؛ مناسب‌ترین عمل بی‌ضرر این است که آتش را خاموش کنیم نه این که بنشینیم و به شکل منفعلانه به آتش اجازه دهیم که بسوزد. در واقع اغتشاش و تناقض قابل توجهی در نوشتن دربارهٔ عدم خشونت، بی‌ضرری و انفعال وجود دارد. یک فرد ممکن است در یک زمینهٔ خاص از خشونت‌پرهیزی دفاع کند و در زمینه‌های دیگر از خشونت دفاع کند. به عنوان مثال کسی که با حرارت مخالف سقط جنین به منظور نجات حیات است، ممکن است به شکلی همدلانه از کشتن یک سقط جنین‌کننده دفاع کند.

## شکل‌ها
مدافعان خشونت‌پرهیزی معتقدند که توافق و همکاری ریشه‌های قدرت سیاسی هستند. همهٔ رژیم‌ها شامل نهادهای بوروکراتیک، نهادهای مالی و بخش‌های مسلح جامعه (مانند نیروهای نظامی و پلیس) متکی بر مقبولیت شهروندان هستند. در سطح ملی، استراتژی خشونت‌پرهیزی به دنبال تحلیل بردن قدرت حاکمان از طریق تشویق مردم به امتناع از توافق و همکاری است. اشکال مبارزهٔ بدون خشونت هم از مذهب و معتقدات اخلاقی و هم از تحلیل‌های سیاسی الهام می‌گیرند. شکل‌های عدم خشونتی که بر مذهب یا اخلاق مبتنی هستند گاهی مورد ارجاع قرار می‌گیرند به عنوان عدم خشونت اصولی، فلسفی و اخلاقی در حالی که خشونت‌پرهیزی مبتنی بر تحلیل‌های سیاسی غالباً به عدم خشونت تاکتیکی، استراتژیکی و پراگماتیکی اشاره می‌کند. عموماً هر دو این ابعاد باید در درون جنبش‌ها و افراد خاص اندیشیده شده و مورد مداقه قرار گیرند.

### فلسفی
ماهاواریا می‌آموزد که برای شخصی که می‌خواهد خود را رها کند ایمان درست، دانش درست و رفتار درست ضرورت دارد. رفتار درست شامل پنج شرط بزرگ است که از اولین آن‌ها خشونت‌پرهیزی (Ahimsa) است. برای آسیب نرساندن به هیچ موجودی در هیچ صورتی.
عشق به دشمن یا به رسمیت شناختن انسانیت همهٔ مردم، مفهوم بنیادی در فلسفهٔ خشونت‌پرهیزی است. هدف این نوع از خشونت‌پرهیزی شکست دادن دشمن نیست، بلکه گسترش تساهل برای همه به وسیلهٔ فهمیدن و دوست داشتن همهٔ موجودات است. به زعم مارک کورلانسکی همهٔ مذاهب دربارهٔ شیطانی بودن خشونت و قدرت عدم خشونت بحث کرده‌اند چنین قواعد و اصول مسلمی می‌توانند در هر کدام از مذاهب سنتی اصلی هند یافت شوند. (هندوئیسم، بودیسم، جینیسم) همین‌طور در مذاهب اصلی ابراهیمی (یهودیت، مسیحیت، اسلام-citation needed) چاندوک اوپانیشاد که بخشی از اوپانیشادها یعنی یکی از متون مقدس اصلی هندوئیسم است و تاریخ آن به قرن هفتم یا هشتم قبل از میلاد بازمی‌گردد، اعمال خشونت را علیه تمام مخلوقات ممنوع کرده‌است؛ و خشونت‌پرهیزی را به عنوان یک کد رفتاری برای هندوها معین کرده‌است. جینیسم پیروانش را به مانترا (Ahimsa Parmo-Dharam) نصیحت می‌کند که به این معناست که خشونت‌پرهیزی مذهب برتر است؛ و به‌طور جامعی خشونت‌پرهیزی را نه فقط به عنوان خودداری از خشونت بلکه به معنای داشتن تکریم عمیق برای زندگی تعریف می‌کند، و بر این اعتقاد است که حیات هر چند ناچیز باشد مقدس است و باید به آن آزادی زندگی داده شود. نمونه‌های خشونت‌پرهیزی در مذهب و اعتقادات روحانی نیز یافت می‌شود. شامل خطابهٔ بالای کوه عیسی که پیروانش را ترغیب می‌کند که دشمنانتان را دوست بدارید، در مفهوم تائویی (Wu-Wei) یا همان کنش بی تقلا، در فلسفهٔ هنر جنگ آی کی دو، در اصل متاًی بودیسم که به معنای عشق مهربانانه به همهٔ موجودات است، در اصل آهیمسا که به معنای عدم خشونت دربارهٔ هر موجودی است که به وسیلهٔ بودیسم، جنیسم و هندوئیسم به اشتراک گذاشته شده‌است. خشونت‌پرهیزی همچنین بخشی از سنت سکولار مدرن است. نویسندهٔ آمریکایی هنری دیوید ترو (۱۸۱۷–۱۸۶۲) تأثیر اصلی را بر روی فلسفهٔ عدم خشونت داشت. لئو تولستوی، ماهاتما گاندی و مارتین لوتر کینگ همگی تحت تأثیر ترو بودند.

### پراگماتیسم
مفهوم بنیادی در خشونت‌پرهیزی پراگماتیک (یا عدم خشونت استراتژیک یا تاکتیکی) آفرینش دینامیسم اجتماعی یا جنبش سیاسی است که بر تغییر اجتماعی تأثیرگذار باشد، بدون این که ضرورتاً بر کسانی که خواهان حفظ وضع موجود هستند غلبه کند.
نیکلاس والتر به این ایده اشاره می‌کند که خشونت‌پرهیزی احتمالاً در ژرفای اندیشهٔ سیاسی غرب وجود داشته‌است، بدون اینکه کاملاً ناپدید باشد. والتر به گفتمان بندگی داوطلبانه در قرن شانزدهم اشاره می‌کند و کتاب آشوب مسکو از پ. ب شلی (۱۸۱۹) که شامل بحث‌هایی دربارهٔ مقاومت در برابر مستبدین، بدون استفاده از خشونت هستند. در سال ۱۸۳۹ ویلیام لوید گریسون به تأسیس جامعه نوین انگلیس بدون مقاومت کمک کرد، جامعه‌ای که وقف دستیابی به برابری نژادی و جنسی شده بود از طریق رد همهٔ اعمال خشونت‌آمیز.
در دموکراسی‌های صنعتی مدرن، خشونت‌پرهیزی به‌طور گسترده‌ای به وسیلهٔ بخش‌ها و جریان‌های اصلی قدرت سیاسی مانند جنبش‌های کارگری، صلح، محیط زیست و زنان مورد استفاده قرار گرفته‌است. همچنین نقشی که خشونت‌پرهیزی در تحلیل بردن رژیم‌های سرکوبگر در کشورهای در حال توسعه و نیز کشورهای سابق بلوک شرق داشته، کمتر شناخته شده‌است. سوزان آیوی با آوردن نقل قولی از والتر وینک بر این نکته تأکید می‌کند:
در سال ۱۹۸۹ سیزده ملت که در برگیرنده یک میلیارد و ششصدو نود و پنج میلیون نفر بودند، انقلاب بدون خشونتی را تجربه کردند که موفقیت آن ورای خوشبینانه‌ترین انتظارات بود. اگر ما همهٔ کشورهایی را که در ارتباط با مبارزات بدون خشونت بودند اضافه کنیم (فیلیپین، آفریقای جنوبی،.. جنبش استقلال هندوستان...) رقم به سه میلیارد و سیصد و سی و هفت میلیون و چهارصد هزار نفر می‌رسد؛ یعنی رقم گیج‌کنندهٔ ۶۵٪ از بشریت! همهٔ این‌ها در نقطهٔ مقابل ادعایی است که به‌طور بی پایان تکرار می‌شود: این که عدم خشونت در جهان واقعی عملی نیست.
به عنوان یک تاکتیک در ستیزهای اجتماعی، خشونت‌پرهیزی به عنوان «سیاست مردم معمولی» شناخته می‌شود که بازتاب‌دهندهٔ استفاده توده‌های جمعیت از مبارزهٔ بدون خشونت در طول تاریخ است.
مبارزاتی که در پیوند با عدم خشونت بودند شامل کمپین تمرد برای استقلال هند به رهبری ماهاتما گاندی، جنبش دستیابی به حقوق مدنی برای آفریقایی- آمریکایی‌ها به رهبری دکتر مارتین لوتر کینگ و انقلاب قدرت برای مردم در فیلیپین هستند.
همچنین از دلالت‌های اصلی خشونت‌پرهیزی این است که وسایل منصفانه بیشترین احتمال را دارد که به اهداف منصفانه منجر شوند. هنگامی که گاندی می‌گفت: 
«وسیله‌ها باید شبیه دانه باشند، و هدف شبیه به درخت»
 او در واقع شالودهٔ فلسفه‌ای را بیان می‌کرد که برخی از آن به عنوان سیاست پیشا مجازی نام می‌برند. مارتین لوتر کینگ، به مثابهٔ شاگرد اندیشهٔ مقاومت بدون خشونت گاندی، با این اصل موافقت داشت که «وسایلی که ما در مبارزات بدون خشونت به کار می‌بریم باید به پاکی اهدافی باشد که در جستجوی آن هستیم». طرفداران خشونت‌پرهیزی استدلال می‌کنند که اعمالی که در زمان حاضر صورت می‌گیرند، ضرورتاً نظم اجتماعی آینده را بازتولید خواهند کرد. به عنوان مثال آن‌ها استدلال می‌کنند که این از اساس غیرعقلانی است که از خشونت برای دست یابی به یک جامعهٔ سرشار از صلح استفاده کنیم.
مردمی که از روش‌های مبارزهٔ بدون خشونت استفاده کرده‌اند، از دامنهٔ وسیعی از سنت‌ها و چشم‌اندازهای متفاوت می‌آیند. یک دهقان بی زمین در برزیل ممکن است به شکل غیرخشونت‌آمیزی یک تکه از زمین را به دلیل انگیزه‌های کاملاً عملی اشغال کند. اگر او این کار را نکند، خانواده اش گرسنگی خواهد کشید. یک راهب بودایی در تایلند ممکن است درختان را در جنگلی که در معرض خطر است مطابق با آموزه‌های بودا تقدیس کند؛ به منظور مقاومت در مقابل نابود کردن آنها. یک کارگر ساحلی در انگلستان ممکن است مطابق سنت‌های اتحادیه‌های سیاسی و سوسیالیستی به اعتصاب دست بزند. همهٔ این‌ها از روش‌های مبارزهٔ بدون خشونت استفاده می‌کنند اما از دیدگاه‌های متفاوت. همچنین جنبش‌های سیاسی سکولار عدم خشونت را، هم به عنوان ابزاری تاکتیکی هم به عنوان برنامه‌ای استراتژیک در سطوح کاملاً پراگماتیک و استراتژیک، به کار برده‌اند. سطوح کاربرد خشونت‌پرهیزی وابسته به تأثیر سیاسی آن‌ها و مستقل از هر گونه ادعای مبتنی بودن بر ارزش‌های مذهبی، اخلاقی یا وجدانی بوده‌است.
احترام گذاشتن و دوست داشتن رقیبان یک توجیه عملی نیز دارد: جدا کردن کردارها از کسانی که آن کردارها را انجام می‌دهند به انجام دهندگان کردارها این اجازه را می‌دهد که رفتارشان یا حتی عقایدشان را تغییر دهند. مارتین لوتر کینگ در این باره نوشت: " مقاومت بدون خشونت نه تنها از خشونت بیرونی و فیزیکی اجتناب می‌کند، بلکه همچنین از خشونت داخلی علیه روح هم اجتناب می‌کند. مقاومت بدون خشونت نه تنها از شلیک کردن به رقیبش امتناع می‌کند، بلکه از تنفر داشتن از او نیز اجتناب می‌کند.
در نهایت، مفهوم ساتیا یا حقیقت، مفهومی محوری برای درک گاندی از عدم خشونت است. گاندی حقیقت را به مثابه چیزی بس گانه می‌دید که ممکن نیست به وسیلهٔ یک شخص به‌طور کامل به چنگ آید. او اعتقاد داشت همه می‌توانند بخش‌هایی از حقیقت را داشته باشند، اما همچنین همه برای تعقیب حقیقت بزرگتر به بخش‌هایی از حقیقت که در اختیار دیگران است نیازمند هستند. این واقعیت او را به ارزش ذاتی گفتگو بین رقبا برای فهمیدن انگیزه‌های یکدیگر سوق داد. در سطوح عملی، تمایل برای گوش دادن به دیدگاه دیگران به‌طور وسیعی به عمل متقابل نیازمند است. برای این که سخنان یک شخص به وسیلهٔ رقیبانش شنیده شود، او باید آمادهٔ شنیدن نیز باشد. .
اندیشهٔ عدم خشونت سطحی از پذیرش و تأیید نهادی را در سطح جهانی به دست آورده‌است. در ۱۰ نوامبر سال ۱۹۸۸ مجمع عمومی سازمان ملل متحد دههٔ اول قرن بیست و یکم و هزارهٔ سوم، یعنی سال‌های ۲۰۰۱ تا ۲۰۱۰ را به عنوان دههٔ بین‌المللی برای ترویج فرهنگ صلح و عدم خشونت برای کودکان در جهان اعلام کرد.

### زندگی
برای بسیاری، بدون خشونت عمل کردن از خود داری کردن از رفتار و کلام خشن فراتر می‌رود. این به معنی دوری از نفرت و نگاه داشتن عشق به همه در قلب است، حتی با کسانی که به سختی با آن‌ها مخالفت داریم. این نوع از زندگی به قلب و ذهنی کاملاً باز رو به همهٔ موجودات نیاز دارد، ویک عشق عمیق به همهٔ آنها. برای اینکه ما همگی به هم پیوسته هستیم: دوست داشتن یک‌نفر دوست داشتن همه است و متنفر بودن از دیگران متنفر بودن از خود است. از آنجایی که خشونت آموخته می‌شود، ضروری است که به وسیلهٔ تمرین عشق و دلسوزی در هر فرصت ممکنی، خشونت را از یاد ببریم. برای برخی تعهد به عدم خشونت در بردارندهٔ اعتقاده به تجدید، یا قابل تبدیل بودن عدالت است؛ مثل الغای مجازات مرگ و دیگر مجازات‌های سخت. این ممکن است دربردارندهٔ ضرورت مراقبت از کسانی باشد که خشن هستند.

### احترام به همهٔ زندگی‌ها
خشونت‌پرهیزی، برای بسیاری در بردارندهٔ تکریم و احترام برای همهٔ موجودات داری قوهٔ درک و فاقد قوهٔ درک است. این ممکن است شامل دفاع از حقوق حیوانات، عمل نخوردن گوشت حیوانات (گیاهخواری یا عدم گوشتخواری (گوشت نخواری)) یا تمرین‌های معنوی برای بی‌ضرر بودن برای همهٔ موجودات و مراقبت از حقوق همهٔ موجودات باشد. ماهاتما گاندی و جیمز بویل و سایر هوادارن عدم خشونت از گیاهخواری به عنوان بخشی از فلسفهٔ عدم خشونت شان دفاع می‌کردند. بودایی‌ها احترامشان به زندگی را به حیوانات و گیاهان و حتی مواد معدنی تعمیم می‌دهند. در حالی که جینیسم این احترام به زندگی را به حیوانات و گیاهان و حتی میکروارگانیسم‌ها نیز تعمیم می‌دهد.

## انقلاب
افراد خاصی مانند (باربارا دمینگ، دانیلو دولسی، دیورآلن و غیره) و گروه‌های حزبی (مانند: کمیتهٔ مکاتبات برای دموکراسی و سوسیالیسم، حزب سوسیالیست صلح طلب و اتحادیهٔ مقاومت کنندگان در برابر جنگ) از انقلاب بدون خشونت به عنوان جایگزینی برای خشونت و همچنین اصلاح طلبی نخبه گرایانه دفاع کرده‌اند. این چشم‌انداز معمولاً به مبارزه ضدسرمایه‌داری مرتبط است.
بسیاری از جنبش‌های چپ و سوسیالیستی امیدوار بوده‌اند که به وسیلهٔ سازماندهی اعتصاب کنندگان، انقلابی صلح‌آمیز را آغاز کنند. انقلابی که دولت و دم و دستگاه متحد با آن را کاملاً فلج کند و به کارگران اجازه دهد که جامعه را در امتداد خطوط رادیکال و متفاوتی بازسازی کنند. برخی استدلال کرده‌اند که یک انقلاب نسبتاً بدون خشونت نیاز دارد که با نیروهای نظامی از در دوستی وارد شود.

## انتقاد
لئون تروتسکی، فرانتس فانون، سابهاس شاندرا باس، و وینستون چرچیل و مالکوم ایکس از منتقدان پرشور خشونت‌پرهیزی بودند. آن‌ها به شیوه‌های متفاوتی استدلال می‌کنند که عدم خشونت و صلح طلبی تلاشی برای تحمیل اخلاقیات بورژوایی بر طبقهٔ کارگر است و خشونت همبستهٔ ضروری تغییر اجتماعی یا حق بنیادی افراد برای دفاع از خود است.
جورج اورول استدلال می‌کرد که استراتژی مقاومت بدون خشونت گاندی در کشورهایی که دارای مطبوعات آزاد و حق اجتماع هستند می‌توانست مؤثر باشد. این استراتژی در چنین کشورهایی این امکان را فراهم می‌کند که نه تنها اندیشه‌ها بتوانند به بیرون راه پیدا کنند، بلکه بتوانند جنبش‌های توده‌ای را به وجود بیاورند یا حتی نیاتشان را به دشمن‌شان بشناسانند. با این حال او به مؤثر بودن رویکرد گاندی در شرایط به کلی متفاوت بدبین بود. رینولد نیبر به طرز مشابهی رویکرد گاندی را تصدیق می‌کرد در حالی که به جنبه‌هایی از آن انتقاد داشت. او استدلال می‌کند که مزیت عدم خشونت به عنوان یک روش برای بیان حسن نیت اخلاقی در این واقعیت نهفته‌است که از کنشگر در مقابل خشم و تنفری که غالباً در هر دو طرف منازعه ایجاد می‌شود، محافظت می‌کند؛ و می‌تواند آزادی از خشم و سوء نیت را، به وسیلهٔ تحمل کردن رنج بیشتر، به طرف مقابل منازعه ثابت نماید. با این حال نیبر همچنین می‌افزاید که تفاوت‌های بین خشونت و روش‌های بدون خشونت مقاومت آنقدر مطلق نیستند که بتوان خشونت را به عنوان یک ابزار از نظر اخلاقی غیرممکن در تغییر اجتماعی در نظر گرفت.
در بحبوحهٔ سرکوب گروه‌های رادیکال آفریقایی- آمریکایی تبارها در ایالات متحده در دههٔ ۱۹۶۰، یکی از اعضای گروه یوزپلنگ سیاه به نام جورج جکسون دربارهٔ تاکتیک‌های بدون خشونت مارتین لوتر کینگ اینچنین گفت:
«مفهوم خشونت‌پرهیزی یک ایدال اشتباه است. این مفهوم وجود دلسوزی و حس عدالت را در میان بخشی از دشمن پیش‌فرض می‌گیرد. اما هنگامی که دشمن در اعمال عدالت و دلسوزی همه چیز را از دست می‌دهد و چیزی به دست نمی‌آورد، واکنش او تنها می‌تواند منفی باشد»
مالکوم ایکس نیز بر سر مسئلهٔ عدم خشونت با رهبران جنبش مدنی اختلاف داشت. او استدلال می‌کرد که هنگامی که گزینهٔ دیگری وجود ندارد، خشونت نباید رد شود:
«به اعتقاد من کسی که مورد رفتار وحشیانه قرار گرفته مجرم است، اگر به پذیرش وحشیگری ادامه دهد بدون اینکه از خود دفاع کند.»
لانس هیل خشونت‌پرهیزی را به عنوان یک استراتژی شکست خورده مورد انتقاد قرار داد. او استدلال می‌کرد که دفاع مسلحانهٔ سیاهان از خود و خشونت شهری بیش از درخواست‌های صلح طلبانه برای اخلاق و تعقل سبب اصلاحات در حقوق مدنی می‌شود.
پیتر گیلدرولز آنارشیست در کتابی با عنوان «چگونه عدم خشونت از دولت محافظت می‌کند» پرهیز از خشونت را به دلیل بی‌اثر بودن، بی تحرکی، داشتن ویژگی‌های نژاد پرستانه و پدرشاهی، در درجهٔ دوم قرار گرفتن برای کنشگری ستیزه جویانه هم از نظر تاکتیکی و هم استراتژیکی و فریب خورده بودن مورد انتقاد قرار می‌دهد.
گیلدرولز ادعا می‌کند که روایت‌های تاریخی سنتی که در پی اغراق کردن در تأثیر عدم خشونت هستند، نقش نیروهای مبارز و ستیزه گر در جنبش‌هایی مانند جنبش استقلال هند و جنبش حقوق مدنی را نادیده می‌گیرند و به دروغ گاندی و کینگ را به عنوان موفق‌ترین افراد جنبش‌هایشان نشان می‌دهند. او در ادامه استدلال می‌کند که خشونت‌پرهیزی عموماً به وسیلهٔ افراد سفیدپوست ممتاز مورد حمایت قرار می‌گیرد، کسانی که انتظار دارند مردمان تحت ستم (که بیشترشان رنگین پوستان هستند) در زیر یک خشونت بزرگ و غیرقابل تصور صبورانه تحمل کنند، تا زمانی که پدر خواندهٔ سفید به وسیلهٔ مطالبات جنبش تحت تأثیر قرار بگیرد، یا صلح طلبان به آن تودهٔ انتقادی خیالی شان دست پیدا کنند.
از سوی دیگر آنارشیسم شعبه‌ای را به خشونت‌پرهیزی اضافه می‌کند که آنارکو-پاسیفیسم نامیده می‌شود. در ابتدا افکار هنری دیوید ترو و لئو تولستوی بیشترین نفوذ را بر آنارکو-پاسیفیسم داشتند حال آنکه بعدها ماهاتما گاندی اهمیت بیشتری پیدا کرد. این اندیشه بیشتر در هلند، ایالات متحده آمریکا و بریتانیا، قبل و در طول جنگ جهانی دوم توسعه پیدا کرد.
کارایی خشونت‌پرهیزی همچنین به وسیلهٔ برخی از تظاهر کنندگان ضد سرمایه‌داری که از تنوع تاکتیک‌ها دفاع می‌کردند، در جریان تظاهرات‌های خیابانی که در سراسر اروپا و آمریکا و به دنبال اعتراض‌ها بر ضد سازمان تجارت جهانی در سیاتل و در واشینگتن در سال ۱۹۹۹ اتفاق افتاد، به چالش کشیده شد. نویسندهٔ فمنیسم آمریکایی ای.دی. کلارک در مقاله اش با عنوان «زنی با شمشیر» پیشنهاد می‌کند که برای این که خشونت‌پرهیزی مؤثر باشد باید به وسیلهٔ کسانی به کار برده شود که اگر بخواهند بتوانند به زور نیز متوسل شوند. دلایل این بحث این است که تاکتیک‌های خشونت‌پرهیزی برای گروه‌هایی که به شکل سنتی فاقد ظرفیت اعمال خشونت تلقی می‌شوند، به اندازهٔ بسیار ناچیزی می‌توانند مفید باشند، چرا که خشونت‌پرهیزی با انتظارات مردم از آن‌ها مطابقت خواهد داشت، بنابراین آن‌ها نادیده گرفته می‌شوند. این موضوع با اصل یونانی دونامیس (به انگلیسی: dunamis) متناظر است. (در یونانی δύναμις که به معنای قدرت است)
اوشو نویسنده هندی تاکتیک‌های خشونت‌پرهیزی را از منظرهای روحی و روانی به سختی مورد انتقاد قرار می‌دهد:
«چرا در هند خشونت عمومی زیادی وجود دارد؟ این به دلیل تعالیم خشونت‌پرهیزی است. برای پنج هزار سال به مردم آموخته شده‌است که خشن نباشند؛ آن‌ها حیله‌های وانمود کردن را آموخته‌اند؛ و همهٔ آنچه اتفاق می‌افتد این است که آن‌ها خشونت درونی شان را سرکوب می‌کنند. آن‌ها بر روی آتشفشان‌ها نشسته‌اند و با هر بهانه ای، با کوچکترین بهانه خشونت آزاد می‌شود و سپس مانند یک آتش مهار ناشدنی گسترش می‌یابد»
«هر جایی که منازعهٔ مسلمان و هندو وجود دارد، شما می‌توانید چهره‌های واقعی مردم این کشور را ببینید: خون‌آشام! در حالی که تنها یک روز قبل از این منازعه، هندو در معبد عبادت می‌کرد و مسلمان در مسجد نماز می‌خواند. یکی وداها را می‌خواند و آن دیگری قرآن می‌خواند و آن‌ها بسیار پرهیزگار به نظر می‌رسیدند. اما به محض این که یک شورش به وجود بیاید، تمامی آن پرهیزکاری‌ها دود می‌شوند و از بین می‌روند، آنگونه که اصلاً وجود نداشته وهمهٔ این پرهیزگاران سابق برای کشتن، تجاوز کردن و… آماده می‌شوند. آن‌ها برای انجام هر چیزی آماده‌اند»
«خشونت دوباره و دوباره در این کشور فوران می‌کند، تنها به دلیل آموزش غلطی که بر سرکوب روانی بنا شده‌است. هر جایی که شما چیزی را سرکوب می‌کنید، امر سرکوب‌شده دوباره و دوباره بازمی‌گردد.»
«من آگاهی را به شما آموزش می‌دهم و نه سرکوب را. این دلیل آن است که من از خشونت‌پرهیزی سخنی نمی‌گویم. (...) و هر چه شما بیشتر آگاه شوید، زندگی شما بیشتر سرشار از صلح و دوستی و سکوت خواهد شد. صلح، سکوت و دوستی محصولات جانبی آگاهی هستند»
ویلیام میرز استدلال می‌کند که خشونت‌پرهیزی سبب تشجیع دولت‌ها و شرکت‌های بزرگ به خشونت می‌شود. او اف‌بی‌آی را متهم می‌کند که به وسیلهٔ مفاهیم مربوط به خشونت‌پرهیزی، در یک تلاش عمدی، موفق به تضعیف کردن گروه تقدم زمین و بی‌اثر کردن این گروه شده‌است.

## در دین

### آئین بودا
تیک نات هان راهب ذن بودایی در مورد عدم خشونت می‌گوید: «کسی که طرفدار مقابله به مثل است، در خشونت مأوا دارد، کسی که خواهان رنج بردن دیگری است، دارای انرژی خشونت ورزی است. خشونت، با خشونت پایان نمی‌یابد. بودا گفته‌است که با نفرت به نفرت پاسخ دادن، فقط نفرت را هزاران برابر افزایش می‌دهد. فقط اگر با همدلی به خشونت پاسخ دهیم، می‌توانیم نفرت و کینه را از میان برداریم»
او در کتاب آرامش حقیقی نیز خاطره‌ای را تعریف کرده که لزوم پرهیز از خشونت حتی خشونت درون را متذکر می‌شود، او می‌گوید: «روزی در سال ۱۹۶۵ هنگامی که در معبد تروک لم در شهر سایگون ویتنام راهب بودم، برادر راهبم "نات تری" در خیابانهای شهر قدم می‌زد، یک کامیون ارتش آمریکا، از کنارش گذشت و سربازی آمریکایی که در پشت کامیون ایستاده بود، بر سر برادر تف انداخت. برادر "نات تری" نزد من آمد و گریست زیرا احساس شرمندگی می‌کرد، به او گفتم شاید سرباز آمریکایی تبلیغات زیادی شنیده که راهبان مرد و زن بودایی، کمونیست‌هایی با لباس مبدل اند، بنابراین وقتی آن سرباز برادر "نات تری" را دید، نفرت را با تف انداختن بر او نشان داد. سرباز آمریکایی قربانی سوءبرداشت و جهالت بود. من گفتم "برادر، شما نباید از او متنفر باشید. اگر از او نفرت داشته باشید مفهومش این است که هنوز به درک نرسیده‌اید". من برادر "تات تری" را مدتی در آغوش گرفتم و گفتم "عزیزم، ما زاده نشده‌ایم که تفنگ بر دوش بگذاریم، ما برای عشق ورزیدن به یکدیگر زاده شده‌ایم، عشق تنها سلاحی است که حمل می‌کنیم»

### اسلام
محمد ابونیمر در مقاله‌ای که به بررسی نظریه‌ها و اصول و ارزش‌های صلح‌جویانه از دیدگاه اسلامی پرداخته‌است، معتقد به وجود کلیشه‌هایی علیه اسلام در وسایل ارتباط جمعی غربی است که به محافل دانشگاهی غربی نیز سرایت کرده‌است.

## برای مطالعهٔ بیشتر
- شابک ‎۹۷۸−۰−۸۵۰۶۶−۳۳۶−۵ Making Europe Unconquerable: the Potential of Civilian-Based Deterrence and Defense (see article), by جین شارپ
- شابک ‎۰−۸۷۵۵۸−۱۶۲−۵ Waging Nonviolent Struggle: 20th Century Practice And 21st Century Potential by Gene Sharp with collaboration of Joshua Paulson and the assistance of Christopher A. Miller and Hardy Merriman
- شابک ‎۰−۸۱۶۶−۴۱۹۳−۵ Unarmed Insurrections: People Power Movements in Non-Democracies by Kurt Schock
- OCLC 03859761 The Kingdom of God Is Within You by لئو تولستوی
- شابک ‎۱−۹۳۰۷۲۲−۳۵−۴ Is There No Other Way? The Search for a Nonviolent Future by Michael Nagler
- شابک ‎۱−۵۷۷۶۶−۳۴۹−۷ Nonviolence in Theory and Practice, 2nd edition, edited by Robert L. Holmes and Barry L. Gan
- شابک ‎۰−۸۵۲۸۳−۲۶۲−۱ People Power and Protest since 1945: A Bibliography of Nonviolent Action, compiled by April Carter, Howard Clark, and [Michael Randle], online at  with updates.
- شابک ‎۹۷۸−۰−۹۰۳۵۱۷−۲۱−۸ Handbook for Nonviolent Campaigns, War Resisters' International
- شابک ‎۹۷۸−۰−۱۹−۹۵۵۲۰۱−۶ Civil Resistance and Power Politics: The Experience of Non-violent Action from Gandhi to the Present, ed. Adam Roberts and Timothy Garton Ash, Oxford University Press, 2009. (hardback) .
- How to Start a Revolution, documentary directed by Ruaridh Arrow
- A Force More Powerful, documentary directed by Steve York